# 日本飛行機
日本飛行機株式会社（にっぽんひこうき、英: Nippi Corp.）は、日本の航空機メーカーの一つ。
航空機全体の生産はせず、主に部分品生産と修理・整備を行っている。
川崎重工業株式会社の100%子会社（川崎重工グループに属する）。

## 概要
現在の事業は主要2分野に分けられ、一つ目が航空機部分品、宇宙機器、標的システムの設計・製造、二つ目は航空機の修理・整備及び改造作業である。

### 航空機及び航空機部分品等の製造

#### 民間機
創業した1934年に初めて生産したのは軽飛行機NH-1「雲雀」（アンリ・ミニエが開発したホームビルト機『プー・ド・シェル』のライセンス生産）であった。
戦後は民間輸送機YS-11の開発・分担生産に参加。1958年の試作段階でモックアップを製作し、1960年から始まった生産ではエルロン、フラップ、ステアウエイ等を担当した。
1975年にはモーターグライダーNP-100を開発。1978年にスイスのピラタス・エアクラフト社のピュアグライダー『ピラタス B4』をライセンス生産した『日飛ピラタスB4（Nippi B4T）』を販売するも1982年に製造中止、1984年にはグライダー事業から撤退した。
1985年10月に初飛行したSTOL実験機飛鳥の開発にも参加した。
1990年4月にボーイング757-200、複合材の昇降舵（エレベーター）を初出荷。近年はボーイング747・777の一部、エアバス向けにはエアバスA380の水平尾翼等を生産している。
2003年6月には福岡大学と開発した無人大気観測機が国内最高記録となる高度2,400m上昇を記録している。
2017年には、2016ボーイング・サプライヤー・オブ・ザ・イヤー（コラボレーション部門）受賞。

#### 軍用機・自衛隊機
旧日本軍向けには1934年から量産された九三式中間練習機（赤トンボ）の生産を担当。2733機を生産した。
1937年に日飛十二試水上初歩練習機（形式K8Ni1またはK8P1）を試作。海軍航空技術廠での評価試験結果は良好であったが採用はされなかった。1942年には水陸両用小型飛行艇である十三試小型輸送機（形式L7P1）を試作するが、こちらも採用はされなかった。
この他、九四式水上偵察機、特殊輸送機（兵員輸送用大型グライダー）、秋水局地戦闘機、彩雲艦上偵察機等を生産。また、九六式陸上攻撃機、零式小型水上偵察機の尾翼や燃料タンク、九九式艦上爆撃機、桜花の主翼など部分品も生産した。
第二次世界大戦後は自衛隊向けの航空機の部分品の生産を行っている。1965年からKV-107IIの胴体構造分を製造。1967年から輸送機C-1の分担生産に参加。1969年から川崎重工業がライセンス生産したP-2Jの外翼、ジェットポッド等の生産を担当した。後継機のP-3Cもエンジンナセルを生産した。
1980年代からは川崎重工業を通じてF-2戦闘機の生産に加わっている。
US-2救難飛行艇、C-2輸送機、P-1哨戒機でも共同開発や部品の生産に参加している。
アメリカ空軍向けには、1990年代に早期警戒管制機E-767の機体部分品、2003年に空中給油機KC-767の100機分の機体部分品を受注したことがあるが、この際に、当時の日本政府の方針である武器輸出三原則に抵触しないかが問題となった。経済産業省の見解としては『基本的には民間機の改良と同じで、武器輸出三原則で禁じられている武器輸出には相当しない』ものとされた。

### 航空機の修理・整備
厚木基地に隣接した整備工場を保有し、1990年1月に航空機修理1万機を達成している。1990年1月時点でアメリカ海軍が50機種8407機、防衛庁、海上保安庁、民間航空機の合計27機種1593機を修理した。
- アメリカ海軍・アメリカ海兵隊の航空機は主に横須賀を母港とする航空母艦に登載される艦載機の整備をしている。この他、1950年代は立川基地においてアメリカ空軍機の整備も行っていた。
  - マーチン P-5 マーリン
  - ノースアメリカン FJ-2 フューリー 1955年から修理を実施。
  - ノースアメリカン F-86F セイバー 1956年から1959年にかけて修理を実施。
  - ダグラス AD-6 スカイレイダー 1960年から1969年にかけて138機の修理を実施。
  - ボーイング CH-46 シーナイト 1967年以来現在まで、海軍機、海兵隊機500機以上の修理を実施。
  - ロッキード C-121 コンステレーション 米海軍の早期警戒機、偵察機型を整備。
  - ロッキード P-3C オライオン 1967年から海軍機の修理を実施。
  - ノースロップ・グラマン E-2C ホークアイ 1968年から修理を実施。
  - LTV F-8 クルセダー 1974年までに約1,300機の修理を実施。
  - グラマン A-6
  - ボーイング F/A-18 ホーネット 1987年より整備作業を実施。
  - ロッキード S-3 ヴァイキング 1997年から整備作業を実施。

- 航空自衛隊機
  - ノースロップ・グラマン E-2C ホークアイ
  - 日本航空機製造YS-11 エンジンをRRダート10からGE T-64-IHIに換装を実施しYS-11EAに改造。
  - T-4練習機のオンサイト整備を実施。

- 海上自衛隊機
  - ノースアメリカン SNJ テキサン 1958年から1959年にかけて米軍から貸与された22機の改修工事。
  - グラマン TBF アベンジャー 1954年に発足した海上自衛隊に米軍から貸与された20機の改修工事。
  - 川崎 P-2J 1990年まで定期修理を実施。
  - YS-11M/A TA 定期・改修整備
  - 川崎 P-3C 1988年から海上自衛隊機の整備作業を実施。
  - C-130R輸送機の定期整備

- 陸上自衛隊機
  - ヒューズ TH-55J 1948年から1994年にかけて161機の修理を実施。

- 技術研究本部
  - サーブ 91 サフィール（改造しX1G1の形式名） 1954年から57年にかけて改造・実験を実施。

- 海上保安庁
  - ファルコン900 定期・改修整備
  - サーブ 340 1997年に導入された捜索救難機の定期・改修整備
  - YS-11A 定期・改修整備
  - ガルフストリームⅤ 定期・改修整備
  - Q300 (DHC-8-Q300) 定期・改修整備

- 民間機
  - ダグラス DC-8 1974年に日本航空が運用した機体の改修作業を実施。
  - セスナ サイテーションシリーズ
  - アグスタ A109

1983年5月25日には、厚木で整備中の早期警戒機E-2Bが爆発炎上、作業員4人が死亡する事故を起こしたことがある。

### その他商品
1975年以降の一時期、ベトナム戦争の終結等の理由から航空機整備事業が低迷した。そこで、その他機械の製造開発を進め、無人駐車場の料金精算機等の駐車場管理関係の機械製造などを行っていた。製造会社の日飛電子精機株式会社は2005年にテクニカル電子株式会社に売却された。変わった製品では暴走族バイクの後輪に粘着シートを使ってロープを絡ませる装置なども製造していた。

## 沿革
創業は1934年（昭和9年）10月11日。太平洋戦争敗戦と連合国軍占領によって業務を失い、社員の一部は岡村製作所を設立して離脱するが、1949年（昭和24年）5月2日に「日飛モータース株式会社」として再設立した。
1953年（昭和28年）7月に「新日本飛行機株式会社」に改称。1956年（昭和31年）4月に「日本飛行機株式会社」に改称。1962年（昭和37年）1月に東京証券取引所に上場。
2002年8月に当時25.7%の株を有する筆頭株主の川崎重工業が、2006年以降に開始されるC-X 次期輸送機、P-X 次期哨戒機の開発、製造の基盤を強化するために子会社化案を発表。2003年3月31日付けで日本飛行機株1株に対し川崎重工株1.4株を割り当てる株式交換の方式により100%子会社化された。買収時の大株主は川崎重工業の他、日本航空がいた。

## 事業所
- 航空宇宙機器事業部 - 神奈川県横浜市金沢区昭和町3175番（工場面積：142,916m2）
- 航空機整備事業部 - 神奈川県大和市草柳2丁目28番（工場面積：67,918m2）
- 入間営業所 - 埼玉県入間市豊岡1丁目3番25号
- 浜松作業所 - 静岡県浜松市内（航空自衛隊浜松基地内）

- シアトル駐在員事務所

## 関連企業
- 日飛興産
- 日飛スキル
- 日東航空整備

## その他
- 1936年に2代目社長として堀悌吉を海軍より迎えている。堀社長は、山本五十六連合艦隊司令長官とは海軍兵学校の同期で無二の親友であり、後、山本長官はしばしば同社を来訪された。同社に現在も残る航空機のプロペラに記載された「竜蛟躍四溟」（りゅうこうしめいにおどる）の書は、山本長官の直筆のものである。
- 1990年4月に専務の自宅が放火される日本飛行機専務宅放火殺人事件が発生し、家族が殺害された。中核派革命軍が犯行声明を出した。これは日本飛行機が防衛庁、アメリカ軍の航空機を整備していることが関連していると言われた。
- 2003年5月に防衛庁が発注したYS11等の自衛隊機の整備事業で労働時間を水増しし、約86億円を不正請求していたことが発覚。この他にも、ボーイングとのボーイング777の共同開発事業に財団法人日本航空機開発協会を通じて政策投資銀行からの融資を受けたが、開発費を水増しし、結果として国の補助金約1,000万円を不正に受給したことも発覚した。防衛庁に対しては2004年2月27日に遅延損害金を加えた約123億円を返還した[7]。
- 2014年2月、大雪のため航空機整備施設が損壊し自衛隊航空機等10機が損傷し、70億円以上の損害を与えた[8][9][10]。損壊した整備施設は2017年に再建された[11]。